# Laman (ort i Azerbajdzjan)
Laman är en ort i Azerbajdzjan. Den ligger i distriktet Lerik Rayonu, i den södra delen av landet, 210 km sydväst om huvudstaden Baku. Laman ligger 745 meter över havet och antalet invånare är 470.
Terrängen runt Laman är kuperad. Närmaste större samhälle är Lerik, 9,8 km söder om Laman.
Trakten runt Laman består till största delen av jordbruksmark. Runt Laman är det ganska tätbefolkat, med 60 invånare per kvadratkilometer.